# Didymodon stenopyxis
Didymodon stenopyxis är en bladmossart som beskrevs av Jules Cardot 1909. Didymodon stenopyxis ingår i släktet lansmossor, och familjen Pottiaceae. Inga underarter finns listade i Catalogue of Life.